# Lepadocrinites
Lepadocrinites is een geslacht van uitgestorven stekelhuidigen uit het Siluur.

## Beschrijving
Deze cystoïde had een elliptisch gevormde kelk, die was samengesteld uit enkele tamelijk grote platen, waarop zich zeer grote ruitvormige ademopeningen bevonden. De vijf lange ambulacra (deel van het skelet, waarin de voetjes van het watervaatstelsel zijn gelegen) bevatten aanvankelijk meerdere brachiolen (op een arm gelijkend aanhangsel). De betrekkelijk lange, spits uitlopende steel was samengesteld uit geribbelde leedjes, die kort waren in de nabijheid van de kelk, maar tamelijk lang op het resterende steelgedeelte. De normale kelkdiameter bedroeg ongeveer 2,5 centimeter.

## Leefwijze
Dit geslacht bewoonde de zeebodem, waar het zat vastgehecht op een harde ondergrond met zijn wortelachtige steelvoet.